# Oberliga Nordost 1999/00
De Oberliga Nordost 1991/92 was het negende seizoen van de Oberliga Nordost, het zesde als vierde hoogste klasse in het Duits voetbal.
De Oberliga werd in twee geografische reeksen verdeeld. Doordat de Regionalliga van vier reeksen werd teruggebracht degradeerden uit elke reeks zes clubs.

## Noord
| Plaats | Club                        | Wed. | W  | G  | V  | Saldo | Verschil | Ptn. |
| ------ | --------------------------- | ---- | -- | -- | -- | ----- | -------- | ---- |
| 01.    | Hansa Rostock Amateure      | 30   | 22 | 4  | 4  | 82:25 | +57      | 70   |
| 02.    | Reinickendorfer Füchse      | 30   | 17 | 8  | 5  | 44:22 | +22      | 59   |
| 03.    | FC Schönberg 95             | 30   | 16 | 10 | 4  | 57:28 | +29      | 58   |
| 04.    | Berliner AK 07 (N)          | 30   | 13 | 10 | 7  | 54:41 | +13      | 49   |
| 05.    | Greifswalder SC 1926        | 30   | 14 | 3  | 13 | 45:45 | ±0       | 45   |
| 06.    | FV Motor Eberswalde         | 30   | 12 | 8  | 10 | 48:45 | +03      | 44   |
| 07.    | VfB Lichterfelde 1882       | 30   | 11 | 10 | 9  | 35:26 | +09      | 43   |
| 08.    | FSV Optik Rathenow          | 30   | 11 | 9  | 10 | 44:45 | −01      | 42   |
| 09.    | Brandenburger SC Süd 05 (N) | 30   | 12 | 6  | 12 | 48:51 | −03      | 42   |
| 10.    | SD Croatia Berlin (A)       | 30   | 12 | 6  | 12 | 39:43 | −04      | 42   |
| 11.    | Frankfurter FC Viktoria     | 30   | 11 | 6  | 13 | 50:48 | +02      | 39   |
| 12.    | Köpenicker SC               | 30   | 11 | 6  | 13 | 39:38 | +01      | 39   |
| 13.    | FC Eintracht Schwerin       | 30   | 10 | 9  | 11 | 32:45 | −13      | 39   |
| 14.    | Hertha Zehlendorf           | 30   | 6  | 4  | 20 | 28:63 | −35      | 22   |
| 15.    | SV Warnemünde (N)           | 30   | 5  | 6  | 19 | 31:59 | −28      | 21   |
| 16.    | TSG Neustrelitz             | 30   | 4  | 1  | 25 | 28:80 | −52      | 13   |

| Legenda | Legenda                                                      |
| ------- | ------------------------------------------------------------ |
|         | Deelnemer eindronde om promotie naar de Regionalliga Nordost |
|         | Deelname aan eindronde om verblijf in de Oberliga            |
|         | Degradatie naar Verbandsliga's                               |
| (A)     | Degradant uit Regionalliga Nordost                           |
| (N)     | Promovendus uit de Verbandsliga's                            |

## Zuid
| Plaats | Club                     | Wed. | W  | G  | V  | Saldo | Verschil | Ptn. |
| ------ | ------------------------ | ---- | -- | -- | -- | ----- | -------- | ---- |
| 01.    | FSV Hoyerswerda          | 30   | 22 | 5  | 3  | 75:18 | +57      | 71   |
| 02.    | VfB Leipzig II           | 30   | 13 | 11 | 6  | 46:34 | +12      | 50   |
| 03.    | VfB Zittau (N)           | 30   | 12 | 11 | 7  | 49:39 | +10      | 47   |
| 04.    | SV 1919 Grimma           | 30   | 12 | 10 | 8  | 49:33 | +16      | 46   |
| 05.    | Bischofswerdaer FV       | 30   | 11 | 12 | 7  | 41:33 | +08      | 45   |
| 06.    | FV Dresden-Nord          | 30   | 12 | 9  | 9  | 40:36 | +04      | 45   |
| 07.    | FSV Wacker 90 Nordhausen | 30   | 12 | 9  | 9  | 37:37 | ±0       | 45   |
| 08.    | Energie Cottbus Amateure | 30   | 11 | 10 | 9  | 43:37 | +06      | 43   |
| 09.    | VfB Chemnitz             | 30   | 11 | 9  | 10 | 35:35 | ±0       | 42   |
| 10.    | FC Anhalt Dessau (N)     | 30   | 11 | 8  | 11 | 42:45 | −03      | 41   |
| 11.    | SV Fortuna Magdeburg     | 30   | 10 | 9  | 11 | 47:44 | +03      | 39   |
| 12.    | SSV Erfurt Nord          | 30   | 11 | 3  | 16 | 31:49 | −18      | 36   |
| 13.    | 1. Suhler SV 06          | 30   | 6  | 12 | 12 | 31:36 | −05      | 30   |
| 14.    | 1. SV Gera (N)           | 30   | 7  | 8  | 15 | 25:48 | −23      | 29   |
| 15.    | SV Schott Jena           | 30   | 6  | 6  | 18 | 35:67 | −32      | 24   |
| 16.    | Bornaer SV 91            | 30   | 4  | 6  | 20 | 30:65 | −35      | 18   |

| Legenda | Legenda                                                      |
| ------- | ------------------------------------------------------------ |
|         | Deelnemer eindronde om promotie naar de Regionalliga Nordost |
|         | Deelname aan eindronde om verblijf in de Oberliga            |
|         | Degradatie naar Verbandsliga's                               |
| (A)     | Degradant uit Regionalliga Nordost                           |
| (N)     | Promovendus uit de Verbandsliga's                            |

## Eindronde

### Promotie naar Regionalliga
Eerste ronde
| Team 1          | Uitslag  | Team 2          |
| --------------- | -------- | --------------- |
| FSV Hoyerswerda | 2:2, 1:2 | FC Schönberg 95 |

Tweede ronde
| Team 1          | Uitslag  | Team 2             |
| --------------- | -------- | ------------------ |
| FC Schönberg 95 | 1:0, 1:4 | FC Rot-Weiß Erfurt |

### Behoud in Oberliga
| Team 1           | Uitslag  | Team 2            |
| ---------------- | -------- | ----------------- |
| FC Anhalt Dessau | 2:0, 1:3 | SD Croatia Berlin |

Hoogste klasse: 1990/91 

Derde klasse: 1991/92 · 
1992/93 · 
1993/94 

Vierde klasse: 1994/95 · 
1995/96 · 
1996/97 · 
1997/98 · 
1998/99 · 
1999/00 · 
2000/01 · 
2001/02 · 
2002/03 · 
2003/04 · 
2004/05 · 
2005/06 · 
2006/07 · 
2007/08 

Vijfde klasse: 2008/09 · 
2009/10 · 
2010/11 · 
2011/12 · 
2012/13